# Джозеф Дьюб
Джозеф Дьюб (англ. Joseph Dube, 15 лютого 1944) — американський важкоатлет.
Бронзовий призер Олімпійських Ігор 1968 року в категорії понад 90 кг.
Переможець Панамериканських ігор 1967 року в категорії понад 90 кг.
Чемпіон світу з важкої атлетики 1969 року в категорії понад 110 кг, бронзовий призер 1968 року в категорії понад 90 кг.